# Colombiaans voetbalelftal in 1989
Het Colombiaans voetbalelftal speelde in totaal zestien interlands in het jaar 1989, waaronder zes wedstrijden in de kwalificatiereeks voor de WK-eindronde in Italië. De nationale selectie stond onder leiding van bondscoach Francisco Maturana, die zijn ploeg via de intercontinentale play-offs ten koste van Israël naar het WK voetbal wist te loodsen.

## Balans
| Wedstrijden | Wedstrijden | Wedstrijden | Wedstrijden | Doelpunten | Doelpunten | Doelpunten | Punten |
| Gespeeld    | Winst       | Gelijk      | Verlies     | Voor       | Tegen      | Saldo      | Punten |
| ----------- | ----------- | ----------- | ----------- | ---------- | ---------- | ---------- | ------ |
| 16          | 9           | 5           | 2           | 19         | 7          | +12        | 1.437  |

## Interlands
|                                                     |                         |       |      | |
| 3 februari Copa Centenario № 178 «onderlinge duels» | Colombia                | 1 – 0 | Peru | Estadio Hernán Ramírez Villegas, Pereira Toeschouwers: 20.000 Scheidsrechter: Jesús Díaz Palacios (COL) |
| 3 februari Copa Centenario № 178 «onderlinge duels» | René Higuita 72' (pen.) |       |      | Estadio Hernán Ramírez Villegas, Pereira Toeschouwers: 20.000 Scheidsrechter: Jesús Díaz Palacios (COL) |

|                                                     |                    |       |       |                                                                                             |
| 5 februari Copa Centenario № 179 «onderlinge duels» | Colombia           | 1 – 0 | Chili | Estadio Centenario, Armenia Toeschouwers: onbekend Scheidsrechter: José Torres Cadena (COL) |
| 5 februari Copa Centenario № 179 «onderlinge duels» | Bernardo Redín 62' |       |       | Estadio Centenario, Armenia Toeschouwers: onbekend Scheidsrechter: José Torres Cadena (COL) |

|                                                    |                       |       |            |                                                                                               |
| 9 maart Vriendschappelijk № 180 «onderlinge duels» | Colombia              | 1 – 0 | Argentinië | Estadio Metropolitano, Barranquilla Toeschouwers: 60.000 Scheidsrechter: Jorge Orellano (ECU) |
| 9 maart Vriendschappelijk № 180 «onderlinge duels» | Carlos Valderrama 60' |       |            | Estadio Metropolitano, Barranquilla Toeschouwers: 60.000 Scheidsrechter: Jorge Orellano (ECU) |

|                                                    |                  |                       |          |                                                                  |
| 24 juni Vriendschappelijk № 181 «onderlinge duels» | Verenigde Staten | 0 – 1                 | Colombia | Orange Bowl, Miami Toeschouwers: 15.223 Scheidsrechter: onbekend |
| 24 juni Vriendschappelijk № 181 «onderlinge duels» |                  | 42' Carlos Valderrama |          | Orange Bowl, Miami Toeschouwers: 15.223 Scheidsrechter: onbekend |

|                                                    |                                                                                      |       |       |                                                                    |
| 27 juni Vriendschappelijk № 182 «onderlinge duels» | Colombia                                                                             | 4 – 0 | Haïti | Orange Bowl, Miami Toeschouwers: onbekend Scheidsrechter: onbekend |
| 27 juni Vriendschappelijk № 182 «onderlinge duels» | John Jairo Tréllez 20' Arnoldo Iguarán 50' Carlos Valderrama 73' Antony de Ávila 89' |       |       | Orange Bowl, Miami Toeschouwers: onbekend Scheidsrechter: onbekend |

| Copa América |
| ------------ |

|                                              |                                           |       |                                                                                     |                                                                                         |
| 3 juli Copa América № 183 «onderlinge duels» | Venezuela                                 | 2 – 4 | Colombia                                                                            | Estadio Fonte Nova, Salvador Toeschouwers: 4.000 Scheidsrechter: Rodolfo Martínez (HON) |
| 3 juli Copa América № 183 «onderlinge duels» | Carlos Maldonado 73' Carlos Maldonado 88' |       | 72' (pen.) René Higuita 46' Arnoldo Iguarán 71' Antony de Ávila 88' Arnoldo Iguarán | Estadio Fonte Nova, Salvador Toeschouwers: 4.000 Scheidsrechter: Rodolfo Martínez (HON) |

|                                              |          |                     |          |                                                                                     |
| 5 juli Copa América № 184 «onderlinge duels» | Colombia | 0 – 1               | Paraguay | Estadio Fonte Nova, Salvador Toeschouwers: 4.000 Scheidsrechter: Óscar Ortubé (HON) |
| 5 juli Copa América № 184 «onderlinge duels» |          | 51' Alfredo Mendoza |          | Estadio Fonte Nova, Salvador Toeschouwers: 4.000 Scheidsrechter: Óscar Ortubé (HON) |

|                                              |          |       |          |                                                                                     |
| 7 juli Copa América № 185 «onderlinge duels» | Brazilië | 0 – 0 | Colombia | Estadio Fonte Nova, Salvador Toeschouwers: 9.100 Scheidsrechter: Elias Jácome (ECU) |
| 7 juli Copa América № 185 «onderlinge duels» |          |       |          | Estadio Fonte Nova, Salvador Toeschouwers: 9.100 Scheidsrechter: Elias Jácome (ECU) |

|                                              |                     |       |                  |                                                                                          |
| 9 juli Copa América № 186 «onderlinge duels» | Colombia            | 1 – 1 | Peru             | Estádio do Arruda, Recife Toeschouwers: 60.000 Scheidsrechter: Juan Carlos Loustau (ARG) |
| 9 juli Copa América № 186 «onderlinge duels» | Arnoldo Iguarán 32' |       | 43' Jorge Hirano | Estádio do Arruda, Recife Toeschouwers: 60.000 Scheidsrechter: Juan Carlos Loustau (ARG) |

|  |  |  |  |  |  |  |  |  |

|                                                       |         |       |          |                                                                                           |
| 6 augustus Vriendschappelijk № 187 «onderlinge duels» | Uruguay | 0 – 0 | Colombia | Estadio Centenario, Montevideo Toeschouwers: 20.000 Scheidsrechter: Ernesto Filippi (URU) |
| 6 augustus Vriendschappelijk № 187 «onderlinge duels» |         |       |          | Estadio Centenario, Montevideo Toeschouwers: 20.000 Scheidsrechter: Ernesto Filippi (URU) |

|                                                      |                                         |       |         | |
| 20 augustus WK-kwalificatie № 188 «onderlinge duels» | Colombia                                | 2 – 0 | Ecuador | Estadio Metropolitano, Barranquilla Toeschouwers: 70.000 Scheidsrechter: Romualdo Arppi Filho (BRA) |
| 20 augustus WK-kwalificatie № 188 «onderlinge duels» | Arnoldo Iguarán 32' Arnoldo Iguarán 72' |       |         | Estadio Metropolitano, Barranquilla Toeschouwers: 70.000 Scheidsrechter: Romualdo Arppi Filho (BRA) |

|                                                      |                                                    |       |                     |                                                                                                |
| 27 augustus WK-kwalificatie № 189 «onderlinge duels» | Paraguay                                           | 2 – 1 | Colombia            | Estadio Defensores del Chaco, Asunción Toeschouwers: 55.000 Scheidsrechter: Hernán Silva (CHI) |
| 27 augustus WK-kwalificatie № 189 «onderlinge duels» | Javier Ferreira 48' José Luis Chilavert 90' (pen.) |       | 87' Arnoldo Iguarán | Estadio Defensores del Chaco, Asunción Toeschouwers: 55.000 Scheidsrechter: Hernán Silva (CHI) |

|                                                      |         |       |          |                                                                                           |
| 3 september WK-kwalificatie № 190 «onderlinge duels» | Ecuador | 0 – 0 | Colombia | Estadio Monumental, Guayaquil Toeschouwers: 25.430 Scheidsrechter: Ricardo Calabria (ARG) |
| 3 september WK-kwalificatie № 190 «onderlinge duels» |         |       |          | Estadio Monumental, Guayaquil Toeschouwers: 25.430 Scheidsrechter: Ricardo Calabria (ARG) |

|                                                       |                                               |       |                     |                                                                                                |
| 17 september WK-kwalificatie № 191 «onderlinge duels» | Colombia                                      | 2 – 1 | Paraguay            | Estadio Metropolitano, Barranquilla Toeschouwers: 60.000 Scheidsrechter: Juan Cardellino (URU) |
| 17 september WK-kwalificatie № 191 «onderlinge duels» | Arnoldo Iguarán 55' Rubén Darío Hernández 66' |       | 44' Alfredo Mendoza | Estadio Metropolitano, Barranquilla Toeschouwers: 60.000 Scheidsrechter: Juan Cardellino (URU) |

|                                                               |                      |       |        |                                                                                               |
| 15 oktober WK-kwalificatie Play-offs № 192 «onderlinge duels» | Colombia             | 1 – 0 | Israël | Estadio Metropolitano, Barranquilla Toeschouwers: 65.000 Scheidsrechter: Michel Vautrot (FRA) |
| 15 oktober WK-kwalificatie Play-offs № 192 «onderlinge duels» | Albeiro Usuriaga 75' |       |        | Estadio Metropolitano, Barranquilla Toeschouwers: 65.000 Scheidsrechter: Michel Vautrot (FRA) |

|                                                               |        |       |          |                                                                                         |
| 30 oktober WK-kwalificatie Play-offs № 193 «onderlinge duels» | Israël | 0 – 0 | Colombia | Ramat Gan Stadion, Ramat Gan Toeschouwers: 50.000 Scheidsrechter: Edgardo Codesal (MEX) |
| 30 oktober WK-kwalificatie Play-offs № 193 «onderlinge duels» |        |       |          | Ramat Gan Stadion, Ramat Gan Toeschouwers: 50.000 Scheidsrechter: Edgardo Codesal (MEX) |

## Statistieken
| René Higuita          | 1966-08-28 | Atlético Nacional      | 16 | 0 | 2 | 27 | 3  |
| Verdediging           |            |                        |    |   |   |    |    |
| Wilson Pérez          | 1967-08-09 | Atlético Junior        | 16 | 0 | 0 | 16 | 0  |
| Andrés Escobar        | 1967-03-13 | BSC Young Boys         | 16 | 0 | 0 | 21 | 1  |
| Luis Carlos Perea     | 1963-12-29 | Atlético Nacional      | 15 | 0 | 0 | 25 | 1  |
| Carlos Hoyos          | 1962-02-28 | Atlético Junior        | 11 | 0 | 0 | 22 | 0  |
| León Villa            | 1960-01-12 | Atlético Nacional      | 5  | 0 | 0 | 5  | 0  |
| Alexis Mendoza        | 1961-11-08 | Atlético Junior        | 1  | 0 | 0 | 4  | 0  |
| Jorge Ambuila         | 1961-10-16 | Deportivo Cali         | 0  | 1 | 0 | 4  | 0  |
| Wilmer Cabrera        | 1967-09-15 | Independiente          | 0  | 1 | 0 | 1  | 0  |
| Middenveld            |            |                        |    |   |   |    |    |
| Bernardo Redín        | 1963-02-26 | Deportivo Cali         | 10 | 1 | 2 | 25 | 4  |
| Leonel Álvarez        | 1965-07-29 | Atlético Nacional      | 15 | 0 | 0 | 29 | 1  |
| Carlos Valderrama     | 1961-09-02 | Montpellier HSC        | 14 | 0 | 2 | 25 | 4  |
| Gabriel Gómez         | 1959-12-08 | Independiente Medellín | 9  | 1 | 0 | 15 | 1  |
| José Ricardo Pérez    | 1965-10-24 | Atlético Nacional      | 5  | 0 | 0 | 10 | 0  |
| Luis Fajardo          | 1963-08-18 | Atlético Nacional      | 3  | 3 | 0 | 6  | 0  |
| Alexis García         | 1960-07-21 | Atlético Nacional      | 2  | 4 | 0 | 12 | 0  |
| Aanval                |            |                        |    |   |   |    |    |
| Arnoldo Iguarán       | 1957-01-18 | Millonarios            | 13 | 0 | 9 | 51 | 21 |
| Rubén Darío Hernández | 1965-02-19 | Millonarios            | 6  | 5 | 1 | 11 | 1  |
| Sergio Angulo         | 1960-09-14 | América de Cali        | 5  | 2 | 0 | 10 | 1  |
| John Jairo Tréllez    | 1968-04-29 | FC Zürich              | 3  | 0 | 1 | 11 | 3  |
| Juan Jairo Galeano    | 1962-08-12 | Atlético Nacional      | 2  | 1 | 0 | 11 | 1  |
| Carlos Estrada        | 1962-11-01 | Millonarios            | 2  | 0 | 0 | 2  | 0  |
| Albeiro Usuriaga      | 1966-06-12 | CD Málaga              | 1  | 6 | 1 | 7  | 1  |
| Antony de Ávila       | 1962-12-21 | América de Cali        | 1  | 5 | 2 | 14 | 2  |
| Jaime Arango          | 1962-01-14 | Atlético Nacional      | 0  | 1 | 0 | 5  | 1  |

Colfútbol · A-internationals · Selecties · Statistieken · Bondscoaches · Colombiaans vrouwenelftal · Olympisch elftal · Colombia U20 · Colombia U17
1938 – 1949 ·
1950 – 1959 ·
1960 – 1969 ·
1970 – 1979 ·
1980 – 1989 ·
1990 – 1999 ·
2000 – 2009 ·
2010 – 2019 ·
2020 – 2029
WK 1962 · 
WK 1990 · 
WK 1994 · 
WK 1998 · 
WK 2014 · 
WK 2018
OS 1968 · 
OS 1972 · 
OS 1980 · 
OS 1992 · 
OS 2016
1938 · 
1939 · 1940 · 1941 · 1942 · 1943 · 1944 · 
1946 · 
1947 · 
1948 · 
1949 · 
1950 · 1951 · 1952 · 1953 · 1954 · 1955 · 1956 · 
1957 · 
1958 · 1959 · 1960 · 
1961 · 
1962 · 
1963 · 
1964 · 
1965 · 
1966 · 
1967 · 
1968 · 
1969 · 
1970 · 
1971 · 
1972 · 
1973 · 
1974 · 
1975 · 
1976 · 
1977 · 
1978 · 
1979 · 
1980 · 
1981 · 
1982 · 
1983 · 
1984 · 
1985 · 
1986 · 
1987 · 
1988 · 
1989 · 
1990 ·
1991 · 
1992 · 
1993 · 
1994 · 
1995 · 
1996 · 
1997 · 
1998 · 
1999 · 
2000 · 
2001 · 
2002 · 
2003 · 
2004 · 
2005 · 
2006 · 
2007 · 
2008 · 
2009 · 
2010 · 
2011 · 
2012 · 
2013 · 
2014 · 
2015 · 
2016 · 
2017 ·
2018 ·
2019 ·
2020 ·
2021
Algerije ·
Argentinië ·
Australië ·
Bahrein ·
België ·
Bolivia · 
Brazilië ·
Canada ·
Chili ·
China · 
Costa Rica ·
Cuba ·
DDR ·
Duitsland ·
Ecuador ·
Egypte ·
El Salvador ·
Engeland ·
Finland ·
Frankrijk ·
Griekenland ·
Guatemala · 
Haïti ·
Honduras ·
Hongarije ·
Hongkong ·
Ierland ·
Irak ·
Israël ·
Ivoorkust ·
Jamaica ·
Japan ·
Joegoslavië ·
Jordanië ·
Kameroen ·
Koeweit · 
Liberia · 
Marokko ·
Mexico ·
Montenegro ·
Nederland ·
Nederlandse Antillen ·
Nicaragua ·
Nieuw-Zeeland · 
Nigeria ·
Noord-Ierland ·
Noorwegen ·
Panama ·
Paraguay ·
Peru ·
Polen ·
Puerto Rico ·
Qatar ·
Roemenië ·
Saoedi-Arabië ·
Schotland ·
Senegal ·
Servië ·
Slovenië ·
Slowakije ·
Sovjet-Unie ·
Spanje ·
Trinidad en Tobago ·
Tsjecho-Slowakije ·
Tunesië · 
Turkije · 
Uruguay ·
Venezuela ·
Verenigde Arabische Emiraten · 
Verenigde Staten ·
Zuid-Afrika ·
Zuid-Korea ·
Zweden ·
Zwitserland
Brazilië (2014) ·
Engeland (2018) ·
Griekenland (2014) ·
Ivoorkust (2014) ·
Japan (2014) ·
Japan (2018) ·
Polen (2018) ·
Senegal (2018) ·
Uruguay (2014)